# Escarpa de Mau
La escarpa de Mau es una escarpa de falla que corre a lo largo del borde occidental del Gran Valle del Rift en Kenia. La cima de la escarpa alcanza aproximadamente los 3 000  m sobre el nivel del mar y se eleva unos 1 000 m por sobre el suelo del valle.
Las laderas occidentales de la escarpa de Mau están cubiertas por el bosque homónimo, que es el bosque montano autóctono más grande de África Oriental, con una superficie de 273 300 hectáreas,y que es la mayor cuenca de drenaje de Kenia.

## Naturaleza
Numerosos ríos se originan en la escarpa, incluyendo los ríos Ewaso Ng'iro, Sondu, Mara, y Njoro. Estos cursos de agua alimentan a los lagos Victoria, Nakuru y Natron.
Entre los árboles más comunes en Mau se encuentran Aningeria adolfi-friederici, Strombosia scheffleri, Polyscias kikuyuensis, Olea capensis, Prunus africana, Albizia gummifera, y Podocarpus milanjianus. Las aves endémicas del área incluyen Tauraco hartlaubi, Cisticola hunteri y Pternistis jacksoni.

## Arqueología
En la escarpa de Mau se encuentra el yacimiento de Enkapune Ya Muto, también conocida como Cueva del Crepúsculo. Este abarca desde finales de la Edad de Piedra Media hasta finales de la Edad de Piedra Tardía. En particular, se pueden rastrear los cambios en las industrias líticas y de cerámica durante estos períodos de tiempo, así como las transiciones de un estilo de vida de cazadores-recolectores a un estilo de vida de pastoreo. Las cuentas hechas de cáscaras de huevo de avestruz perforadas encontradas en el sitio se han datado en 40 mil años atrás. Las cuentas encontradas en el sitio representan el uso humano temprano de adornos personales. Se han realizado inferencias relacionadas con los cambios climáticos y ambientales durante el período preholoceno y holoceno basándose en los restos de fauna encontrados en este sitio.

## Programa para la Uganda británica
El Programa para la Uganda Británica fue un plan para entregar una porción del Protectorado de África Oriental al pueblo judío como patria. La oferta fue hecha por primera vez por el secretario colonial británico, Joseph Chamberlain, quien ofreció por primera vez 13 000 km2 de la escarpa de Mau al grupo sionista de Theodore Herzl en 1903. La oferta surgió como respuesta a los pogromos en el Imperio ruso, y se esperaba que la zona pudiera ser un refugio contra la persecución para el pueblo judío.
La idea fue llevada al Sexto Congreso de la Organización Sionista Mundial en 1903 en Basilea. Allí se produjo un intenso debate. La tierra africana fue descrita como una "antesala de la Tierra Santa", pero otros grupos consideraron que aceptar la oferta haría más difícil establecer un Estado judío en Palestina en la Siria otomana, particularmente el Mutasarrifato de Jerusalén. Antes de la votación sobre el asunto, la delegación rusa se manifestó en contra. Al final, la moción para considerar el plan fue aprobada por 295 votos contra 177.
Al año siguiente se envió una delegación de tres hombres para inspeccionar la meseta. Su gran altitud le confería un clima templado, haciéndolo adecuado para el asentamiento europeo. Sin embargo, los observadores encontraron una tierra peligrosa llena de leones y otras criaturas. Además, estaba poblada por un gran número de masái, que no parecían en absoluto receptivos a la afluencia de gente procedente de Europa.
Después de recibir este informe, el Congreso decidió en 1905 rechazar cortésmente la oferta británica. Algunos judíos, que vieron esto como un error, formaron la Organización Territorial Judía con el objetivo de establecer un estado judío en cualquier lugar.

## Problemas medioambientales
El bosque de Mau ha estado habitado tradicionalmente por el pueblo ogiek, cuyo estilo de vida de cazadores-recolectores es sostenible. Sin embargo, debido a la inmigración de otros grupos étnicos, grandes partes de la zona han sido taladas para asentamientos.Las actividades humanas, especialmente la tala, han provocado la deforestación de más de una cuarta parte de la zona desde 1973. Esto se debe al aumento del comercio de carbón en lugares como la cercana ciudad de Narok y al suministro de troncos a los aserraderos de los condados de Baringo, Nakuru y Narok.
En 2008, la inauguración de la central hidroeléctrica Sondu-Miriu se pospuso debido a los bajos niveles de agua, que se dice son resultado de la destrucción del bosque de la escarpa de Mau.